# Yōko Maki
Yōko Maki (jap. 真木 よう子 Maki Yōko; ur. 15 października 1982 r. w Inzai) – japońska aktorka.

## Filmografia

### Seriale
- Cecile no Mokuromi (TBS 2017)
- Seirei no Moribito 2 (NHK 2017)
- Ohsugi Tantei Jimukyoku (TBS 2015)
- Kamoshirenai Joyutachi (Fuji TV 2015)
- Mondai no Aru Restaurant (Fuji TV 2015)
- Miyamoto Musashi (TV Asahi 2014)
- Mozu 2 (Wowow 2014)
- Mozu 1 (TBS 2014)
- Saikou no Rikon (Fuji TV 2013)
- Osozaki no Himawari ~ Boku no Jinsei, Renewal (Fuji TV 2012)
- Unmei no Hito (TBS 2012)
- SP ~ Kakumei Zenjitsu (Fuji TV 2011)
- Ryōmaden (NHK 2010)
- 6-jikan Go ni Kimi wa Shinu (Wowow 2008)
- Walkin' Butterfly (TV Tokyo 2008) odc.9
- Shukan Maki Yoko (TV Tokyo 2008)
- SP Special (Fuji TV 2008)
- Loss Time Life (Fuji TV 2008) historia 8
- SP (Security Police) (Fuji TV 2007)
- Fuurin Kazan (NHK 2007) odc.26,27,36
- Watashitachi no Kyokasho (Fuji TV 2007)
- Mo Ichido Metro ni Notte Mother's Touch (TV Asahi 2006)
- Jikou Keisatsu (TV Asahi 2006) odc.8
- Oishii Koroshikata (Fuji TV 2006)
- Tokyo Friends (Fuji TV 2005)
- Division 1 Sanryu Daigaku Oendan (Fuji TV 2005)
- Honto ni Atta Kowai Hanashi 2 Shisha no Yuku Basho (Fuji TV 2004) odc.9
- Gekidan Engimono Gekijo (Fuji TV 2004)
- Kurokawa no Techo (TV Asahi 2004) odc.5,6
- Toride Naki Mono (TV Asahi 2004)
- Renai Shousetsu (Wowow 2004)
- Honto ni Atta Kowai Hanashi Nobiru Ude (Fuji TV 2004) odc.4
- Hakoiri Musume (KTV 2003) odc.2,4
- Omiya-san 2 (TV Asahi 2003) odc.10
- Modoken Quill no Issho (NHK 2003)
- Kao (Fuji TV 2003) odc.9
- Moshichi no Jikenbo (NHK 2001) odc.4

### Filmy
- Yakiniku Dragon (2018)
- Sunny: Tsuyoi Kimochi Tsuyoi Ai (2018)
- The Blood of Wolves (Korou no Chi) (2018)
- Mikkusu (2017)
- Boku no Ojisan (2016)
- Umi Yorimo Mada Fukaku (2016)
- Mitsu no Aware (2016)
- Mozu The Movie (2015)
- Kaze ni Tatsu Lion (2015)
- Nounai Poison Berry (2015)
- Buddha 2: Tezuka Osamu no Buddha: Owarinaki Tabi (2014) (głos)
- Mahoro Ekimae Kyousoukyoku (2014)
- Jak ojciec i syn jako Yukari Saiki (2013)
- SP: The motion picture kakumei hen (2011)
- SP: The motion picture yabô hen (2010)
- Donju (2009)
- SP: The Movie (2009)
- Flying Rabbits (2008)
- The Fast and The Furious 3: Tokyo Drift (2006)
- Udon (2006)
- Tokyo Friends : The Movie (2006)
- Yureru (2006)
- Ame no Machi (2006)
- Veronica wa Shinu Koto ni Shita (2005)
- Summer Time Machine Blues (2005)
- In the Pool (2005)
- The Grudge (2004)
- Pacchigi (2004)
- Kansen (2004)
- Koibumi Biyori (2004)
- Shimotsuma Monogatari (2004)
- Battle Royale: Requiem (2003)
- Shura Yukihime (2001)
- Drug (2001)